# Chambre de la sécurité financière
 (juin 2023).
Si vous disposez d'ouvrages ou d'articles de référence ou si vous connaissez des sites web de qualité traitant du thème abordé ici, merci de compléter l'article en donnant les références utiles à sa vérifiabilité et en les liant à la section « Notes et références ».
La Chambre de la sécurité financière (CSF) est l'organisme autoréglementaire encadrant les représentants assujettis à l'Autorité des marchés financiers (Québec) distribuant des produits et services financiers, ainsi que les "planificateurs financiers" du Québec (Canada).
La raison d'être de la CSF est de veiller à l’intégrité et au professionnalisme de ses membres en maintenant la discipline et en veillant à la formation et à l'encadrement de ses assujettis.
La CSF encadre environ 32 000 membres lesquels ont des obligations déontologiques. Les assujettis à la CSF doivent veiller aux intérêts de leurs clients et établir avec eux une relation de confiance dans leurs prestations de services conseil. Dans leur démarche, ils doivent bien connaître leur client et poser le bon diagnostic sur leur état de santé financière. Ils doivent identifier les besoins particuliers de leurs clients, répondre à leurs préoccupations et questions; en sus, ils les aident à prendre de bonnes décisions dans le choix des produits et services financiers, ainsi qu'à leur implantation.

## Services au public
L'application "Info-déonto" du site de la CSF fait connaître au public les normes et les obligations déontologiques auxquelles les professionnels des produits et services financiers doivent se conformer. La section "Protection du public" du site est aussi spécifiquement conçue pour guider le consommateur dans l'établissement d'une relation saine avec un membre de la CSF.

## Historique
Vers 1905, des bénévoles des associations régionales de Montréal et Québec ont mis leurs efforts en commun pour constituer l'Association des assureurs-vie du Canada (AAVC). Ultérieurement, cet organisme est devenu l'Association provinciale des assureurs-vie du Québec (APAVQ), laquelle fut remplacée par l'Association des intermédiaires en assurance de personnes du Québec (AIAPQ). Cette dernière cessa d'exister en 1999 pour être remplacée par la CSF.
La Chambre de la sécurité financière fut constituée en personne morale en 1998 par la Loi sur la distribution de produits et services financiers. Elle est investie des mêmes compétences que tout ordre professionnel créé en vertu du Code des professions du Québec (L.R.Q., c. C-26). Fondamentalement, sa mission est d'assurer la protection du public en maintenant la discipline et en veillant à la formation et à la déontologie de ses membres.
- 1999 - Début des opérations de la Chambre de la sécurité financière (CSF).
- 2001 – La CSF, des sociétés d’assurance et l’Université Laval se regroupent pour financer l’élaboration d’un certificat en assurance et rentes collectives.
- 2003 – Restructuration de la direction générale qui sera chapeauté à partir de 2004 par un V.P. exécutif.
- 2004 – Mise en application de la Loi sur l’Agence nationale de l’encadrement du secteur financier (loi 107) accordant à la CSF un rôle d’organisme d’autoréglementation. Modifications au règlement intérieur accordant un nouveau mandat aux sections régionales qui dorénavant joueront un rôle clé lors des assemblées générales de la CSF, en y étant représentées par les administrateurs et les délégués.
- 2006 – Lancement de la formation obligatoire en conformité, effectif au 1er déc. 2006.
- 2007 – Nouveau règlement pour renflouer le fonds d’indemnisation des services financiers. Première cohorte de diplômés du certificat en assurance et rentes collective
- 2008 – Nouveau règlement sur la formation continue obligatoire en vigueur au 1 déc. 2008. Le secteur de l’épargne collective relève dorénavant de la Loi sur les valeurs mobilières, plutôt que de la LDPSF. Entente entre le « Collège des administrateurs de sociétés » et la CSF afin de participer à l'élaboration et à la diffusion de certains contenus de formation dans les cours du Collège. Mise sur pied du « Prix d’Excellence » et du « Prix de la relève ».
- 2009 – Lancement du nouveau site Internet de la CSF.
- 2010 – Début de la diffusion systématique de toutes les radiations disciplinaires de la CSF.
- 2011 – Nouveau règlement sur la formation continue obligatoire de la CSF, entrée en vigueur le 1er déc. 2011; ce règlement permet dorénavant de reporter jusqu’à 5 UFC excédentaires. Mise-en-ligne du site Info-déonto, un centre de référence en conformité destiné aux professionnels de la CSF. Révision de l’image de marque de la CSF avec un nouveau logo et une nouvelle signature.
- 2012 – Premier vote par Internet pour l’élection au C.A. de la CSF. Nouvelle entente CSF-Advocis de reconnaissance mutuelle favorisant la mobilité des Assureurs-vie agréés (A.V.A.) au Canada. Campagne publicitaire visant à faire croître la notoriété de la CSF.
- 2013 – Le site Info-Déonto désormais disponible pour au grand public. Lancement d’un cours obligatoire en conformité pour les membres. Apparition de la CSF sur les médias sociaux. Édition électronique du magazine « Sécurité financière » de la CSF.
- 2014 - Lancement officiel de la Corporation des professionnels en services financiers (CDPSF) le 6 juin 2014, constituée à l’initiative des sections régionales. Ce projet avait mis en branle en 2011 dans l’objectif de séparer les activités associatives de services aux membres de sa mission de protection du public. Migration des sections régionales de la CSF au 22 oct. 2014 vers la CDPSF. Après quinze années d'activités, les sections régionales de la CSF deviennent des corporations autonomes. La mission de ce Conseil est de réunir l’ensemble des professionnels en services financiers, en valorisant le rôle-conseil tout en faisant la promotion de leurs intérêts et en resserrant les liens de confiance et de solidarité professionnelle. La CSF est lauréate 2014 d’une "Mention des Grands Prix québécois de la qualité", organisés par le "Mouvement québécois de la qualité", sous l’égide du gouvernement du Québec. Lancement du nouveau site Internet adaptif.
- 2015 – Nouvelle plateforme du site Internet de la CSF, déployée le 25 juin dans le cadre d’une refonte majeure des applications utilisées par le personnel et les membres de la CSF. Campagne publicitaire de la CSF avec le personnage du « bas de laine ».
- 2016- Nouvelle campagne publicitaire multiplateforme de la CSF sous le thème de la santé financière. Lancement du deuxième cours obligatoire en conformité pour les membres.
- Sept. 2017 - Dépôt du projet de loi 141 à l'Assemblée nationale du Québec, proposant la fusion de la mission de la CSF à l'Autorité des marchés financiers (Québec) (AMF).
- 13 juin 2018 - Adoption du projet de loi 141 amendé à l'Assemblée nationale du Québec, après avoir retiré le projet de fusion de la CSF à l'AMF.

## Dirigeants

### Chefs de la direction de la CSF
- Lucie Granger, directrice générale (1999-2003);
- Yves Gagné, V.P. exécutif et chef de la direction (2004-2005);
- Luc Labelle, V.P. exécutif et chef de la direction en 2005 jusqu’au 13 mars 2015;
- Me Marie Elaine Farley, présidente et chef de la direction depuis 2015.

### Présidents du Conseil d'administration
- Martin Rochon, 1999–2004;
- Louise Viau, A.V.A., Pl.Fin., B.A.A. 2004-2006;
- Norman Caty, Pl.Fin.(2006-au 22 février 2008);
- Clément Blais (22 févr. 2008-2009);
- Stéphane Prévost (2009-2010);
- Dany Bergeron, B.A.A., A.V.A., C.A.A.S., FMA, FCSI (juin 2011- 2014);
- Lyne Gagné, Pl.Fin. (juin 2014-2017);
- André Di Vita (2017- ).

## Fonctionnement
Depuis sa fondation jusqu'à 2014, la CSF était formée de 20 sections régionales. Chaque période de formation continue obligatoire est de deux ans débutant un premier décembre.
La Loi sur la distribution de produits et services financiers (LDPSF) prévoit que le conseil d’administration de la CSF est composé de 11 administrateurs dont neuf sont des postes électifs. De ces neuf postes, six sont élus sur une base régionale: trois pour la discipline de l’assurance de personnes et trois pour la discipline du courtage en épargne collective. Les représentants de la discipline du courtage en contrat d'investissement et en plans de bourses d'études, de l'assurance collective de personnes et de la planification financière sont élus par l'ensemble des représentants de ces disciplines et ce, sur une base provinciale. Finalement, deux (2) administrateurs sont nommés par le ministre des finances pour représenter le public et viennent compléter le total de 11 administrateurs.

### Membres
Les membres de la Chambre sont les :
1. conseillers en sécurité financière[note 1] (soit les représentants en assurance de personnes);
2. représentants en assurance collective;
3. représentants de courtier en épargne collective;
4. représentants de courtier en plans de bourses d'études, et;
5. planificateurs financiers[note 2] qui ne sont pas régis par un ordre professionnel conventionné.

Ainsi, la Chambre de la sécurité financière regroupe l'ensemble des professionnels du secteur financier du Québec (sauf les conseillers en valeurs) avec son homologue, la Chambre de l'assurance de dommages (ChAD), dont les membres sont les agents en assurance de dommages, les courtiers en assurance de dommages et les experts en sinistre.

### Formation continue obligatoire
La CSF encadre la formation continue obligatoire de ses assujettis dans les disciplines qu'elle encadre, notamment par:
- l'administration de son registre des unités de formation continue (UFC);
- l'accréditation des activités de formation continue offerts les fournisseurs de formation;
- l'offre d'une gamme d'activités de formation continue en salle ou par Internet.

Historiquement, la CSF a été innovatrice en matière de formation de ses membres. Elle dispense aussi de la formation en entreprise sur demande. La formation porte sur la conformité et sur les diverses disciplines encadrées. Les activités de formation par Internet sont devenus très populaires.

### Déontologie
La Chambre de la sécurité financière a ses propres règlements. De plus, le Code de déontologie de la Chambre de la sécurité financière (L.R.Q., c. D-9.2, r. 3) s'applique aux représentants en assurance de personnes et en assurance collective ainsi qu'aux planificateurs financiers.
Les articles 2 à 20 du règlement sur la déontologie dans les disciplines de valeurs mobilières (L.R.Q., c. D-9.2, r.1.1.2) s'appliquent au "représentant de courtier en épargne collective" et au "représentant de courtier en plans de bourses d’études" inscrits conformément au titre V de la Loi sur les valeurs mobilières [L.R.Q., c. V-1.1] jusqu’à ce qu’un règlement pris en vertu de l’article 331.1 de cette loi détermine à leur égard des règles équivalentes à celles prévues à ces articles.
Ils viennent ainsi uniformiser l'exercice de la profession selon les différents secteurs de l'industrie, mais privilégient fondamentalement des pratiques de loyauté envers les clients, de primauté de l'intérêt des clients ainsi que des pratiques qui démontrent compétence et professionnalisme et qui inspirent confiance et respect du public.

### Comité de discipline
Le comité de discipline entend toute plainte formulée par le syndic contre un représentant. Les plaintes peuvent provenir d'un consommateur ou de n'importe quel représentant membre de la Chambre. Ainsi, un consommateur qui se sent lésé ou un représentant témoin de pratiques non déontologiques peut s'adresser directement à la Chambre de la sécurité financière ou au Centre de renseignements de l'Autorité des marchés financiers.

## Prix émérites de la CSF
| Année | Prix d'Excellence                                   | Prix de la Relève                  | Prix Carrière                                               |
| ----- | --------------------------------------------------- | ---------------------------------- | ----------------------------------------------------------- |
| 2008  | Sylvain De Champlain, A.V.A., Pl.Fin.               | Dominic Durant                     |                                                             |
| 2009  | Dominic Paquette, B.Sc., Pl.Fin.                    | Jean-Sébastien Gilbert             |                                                             |
| 2010  | Patrick Charlebois, B.A.A., FCSI                    | Hugo Lehoux, H.B.Commerce, Pl.Fin. |                                                             |
| 2011  | Kaddis R. Sidaros, A.V.A., Pl.Fin.                  | Mathieu Marcil                     |                                                             |
| 2012  | Élaine Saint-Onge, M. Fisc., Pl.Fin., A.V.A., LL.B. | Alain Parent, A.V.C., Pl.Fin.      |                                                             |
| 2013  | Sophie Babeux, MBA                                  | Guillaume Parent, B.A.A.           | Jacques Chabot, A.V.A., Pl.Fin.                             |
| 2014  | Dominique Asselin, B.A.A., Pl.Fin., FCSI            | Marc-Antoine Mainville, B.A.A.     | Robert A. Faust, A.V.A.                                     |
| 2015  | Francine Lavallée                                   | Hugo Neveu et David Truong         | Kaddis Sidaros                                              |
| 2016  | Sussy Galvez                                        | Maxime Gauthier                    | Gilles Garon et Gaétan Veillette, B.A.A., F.Adm.A., Pl.Fin. |
| 2017  | Christine Lengvari                                  | Marc-Étienne Legault Salvail       | Claude Paquin                                               |